# Xavi Andorrà
Xavi Andorrà, właśc. Xavier Andorrà Julià (wym. [ˈʃaβier ˈʃaβi ənˈdora ˈʒuɫja]; ur. 7 czerwca 1985 w Andorze) – andorski piłkarz występujący na pozycji pomocnika lub napastnika, reprezentant Andory w latach 2005–2013.

## Kariera klubowa
Andorrà grę w piłkę nożną rozpoczął w klubie FC Andorra. W późniejszych latach występował w katalońskich zespołach CD Benicarló, Gimnástico Alcázar oraz CD Binéfar. Od 2009 roku ponownie grał w rywalizującej w hiszpańskich rozgrywkach FC Andorra oraz w rodzimych klubach z Primera Divisió i Segona Divisió.

## Kariera reprezentacyjna
Xavi Andorrà reprezentował Andorę na różnych szczeblach wiekowych, począwszy od reprezentacji do lat 16. W latach 2005–2013 występował w seniorskiej kadrze Andory, w której rozegrał 24 oficjalne mecze.